# Уке
Уке (受け) в японските бойни изкуства е боецът, „върху“ когото бива изпълнявана дадена техника.
Ролята на уке е различна в различните изкуства и дори в различните ситуации в рамките на едно изкуство. Например, в тренировките по айкидо и джудо уке напада, а партньорът му се защитава. В ранните етапи на обучението по джу-джуцу, основната роля на ученика е да бъде уке. В изкуствата, включващи използването на оръжия, уке е най-често учителят, а ученикът напада.
Има няколко различни термина за противоположната роля на уке, които отново зависят от конкретното изкуство: „наге“, „тори“ и „шите“.